# Samsung Galaxy Note 10.1
Samsung Galaxy Note 10,1 är en 10,1 tum surfplatta, tillverkad av Samsung. Surfplattan använder operativsystemet Android 4,0. Samsung Galaxy Note 10,1 är den andra produkten i Samsungs Galaxy Note serie.
Note 10,1 presenterades den 27 februari 2012 på Mobile World Congress i Barcelona. Sedan släpptes den i Tyskland samt Arabemiraten den 6 augusti samma år. Surfplattan kommer med 16, 32 och 64 GB internt lagringsutrymme, och högst 2 GB RAM. Note 10,1 väntas lanseras i USA den 15 augusti och i Storbritannien och Sydkorea kort därefter.